# Philonicus curtatus
Philonicus curtatus är en tvåvingeart som beskrevs av H. Oldroyd 1964. Philonicus curtatus ingår i släktet Philonicus och familjen rovflugor.
Artens utbredningsområde är Nepal. Inga underarter finns listade i Catalogue of Life.